# Area statistica micropolitana di Scottsbluff

La mappa del Nebraska, in rosso l'area statistica micropolitana di Scottsbluff

L'area statistica micropolitana di Scottsbluff, come viene definito dallo United States Census Bureau, è un'area che comprende due contee del Nebraska, con "capoluogo" la città di Scottsbluff. Al censimento del 2000, l'area micropolitana possedeva una popolazione di 37 770 abitanti (anche se una stima del 1º luglio 2009 sono 37 512 abitanti).

## Contee
- Banner
- Scotts Bluff

## Comunità
- Gering
- Harrisburg (census-designated place)
- Henry
- Lyman
- McGrew
- Melbeta
- Minatare
- Mitchell
- Morrill
- Scottsbluff (città principale)
- Terrytown

## Società

### Evoluzione demografica
Secondo il censimento del 2000, c'erano 37 770 persone.

### Etnie e minoranze straniere
Secondo il censimento del 2000, la composizione etnica dell'area micropolitana era formata dall'87,76% di bianchi, lo 0,26% di afroamericani, l'1,84% di nativi americani, lo 0,56% di asiatici, lo 0,04% di oceanici, il 7,92% di altre razze, e l'1,61% di due o più etnie. Ispanici o latinos di qualunque razza erano il 16,94% della popolazione.